# Музей Елефтеріоса Венізелоса
Музей Елефтеріоса Венізелоса — музей в Афінах, заснований 1986 року і присвячений Елефтеріосу Венізелосу, прем'єр-міністру Греції, прихильнику Великої ідеї.
Колекція музею містить особисті речі політика, документи, фотографії, малюнки та портрети, що мають відношення безпосередньо до його життя або його епохи. Музей розташований навпроти Парку Елефтеріос та Афінського концерт-холлу «Мегарон» (також відомий як Мегаро Мусікіс).